# Joëlle Cartaux
Joëlle Cartaux est une patineuse artistique française. Elle a été trois fois championne de France de sa discipline en 1969, 1970 et 1971.

## Biographie

### Carrière sportive
Joëlle Cartaux est montée cinq fois sur le podium des championnats de France entre 1968 et 1972 dont trois fois sur la plus haute marche en 1969, 1970 et 1971.
Sur le plan international, elle a déclaré forfait aux championnats d'Europe de 1970 à Leningrad et a participé aux championnats du monde de 1971 à Lyon (21e). Par contre, elle n'a jamais patiné aux Jeux olympiques d'hiver.

## Palmarès
| Compétitions en Individuelle | 1968 | 1969 | 1970 | 1971 | 1972 |
| Jeux olympiques d'hiver      |      |      |      |      |      |
| Championnats du monde        |      |      |      | 21e  |      |
| Championnats d’Europe        |      |      | F    |      |      |
| Championnats de France       | 3e   | 1re  | 1re  | 1re  | 2e   |
| Légende : F = Forfait        |      |      |      |      |      |